# Coleophora jordanella
Coleophora jordanella é uma espécie de mariposa do gênero Coleophora pertencente à família Coleophoridae.